# إمير هادزيهافيزبيغوفتش
إمير هادزيهافيزبيغوفتش (بالبوسنوية: Emir Hadžihafizbegović)‏ (و. 1961  م) هو ممثل مسرحي، وممثل أفلام من البوسنة والهرسك، وكرواتيا، ولد في توزلا.

## التعليم
تعلم في Academy of Performing Arts, Sarajevo ‏، في تخصص تمثيل (1981–1985).

## وصلات خارجية
- إمير هادزيهافيزبيغوفتش على موقع IMDb (الإنجليزية)
- إمير هادزيهافيزبيغوفتش على موقع قاعدة بيانات الأفلام العربية
- إمير هادزيهافيزبيغوفتش على موقع ألو سيني (الفرنسية)
- إمير هادزيهافيزبيغوفتش على موقع أول موفي (الإنجليزية)
- إمير هادزيهافيزبيغوفتش على موقع أول موفي (الإنجليزية)
- إمير هادزيهافيزبيغوفتش على موقع قاعدة بيانات الأفلام السويدية (السويدية)
- إمير هادزيهافيزبيغوفتش على موقع قاعدة بيانات الفيلم (الإنجليزية)
- إمير هادزيهافيزبيغوفتش على موقع كينوبويسك (الروسية)